# Universidade Médica Estatal de Kursk
A Universidade Médica Estatal de Kursk (Курский Государственный Медицинский Университет em Russo), também conhecida como Instituto Médico Estatal de Kursk; Universidade Médica Estatal do Governo de Kursk; Kursk State Medical University (em inglês); KSMU; KurskGMU; KurskSMU, está entre as mais importantes e desenvolvidas instituições russas da área de saúde. A universidade está inserida na https://search.wdoms.org/ .A Organização Mundial da Saúde reconhece as faculdade

## Faculdades
- Faculdade de Medicina
- Faculdade de Farmácia
- Faculdade de Estomatologia (Odontologia)
- Faculdade de Pediatria
- Faculdade Superior de Enfermagem
- Faculdade de Medicina Preventiva
- Faculdade de Economia
- Faculdade de Biotecnologia
- Faculdade de Psicologia Clínica
- Faculdade de Trabalho Social
- Faculdade Preparatória (para alunos internacionais)